# Lothaire de Séez
 (mai 2019).
Si vous disposez d'ouvrages ou d'articles de référence ou si vous connaissez des sites web de qualité traitant du thème abordé ici, merci de compléter l'article en donnant les références utiles à sa vérifiabilité et en les liant à la section « Notes et références ».
Saint Lothaire, aussi connu sous le nom de saint Loyer ou encore saint Lohier est un évêque de Séez. Il est fêté le 15 juin. Il a donné son nom à la paroisse et commune de Saint-Loyer-des-Champs (61750) près de Sées.

## Biographie
D'origine Lorraine, Saint Lothaire devint le 16e évêque de Séez; il renonca à sa charge pour se préparer a sa mort. Il décéda en 756.